# 266-й корпусной артиллерийский полк

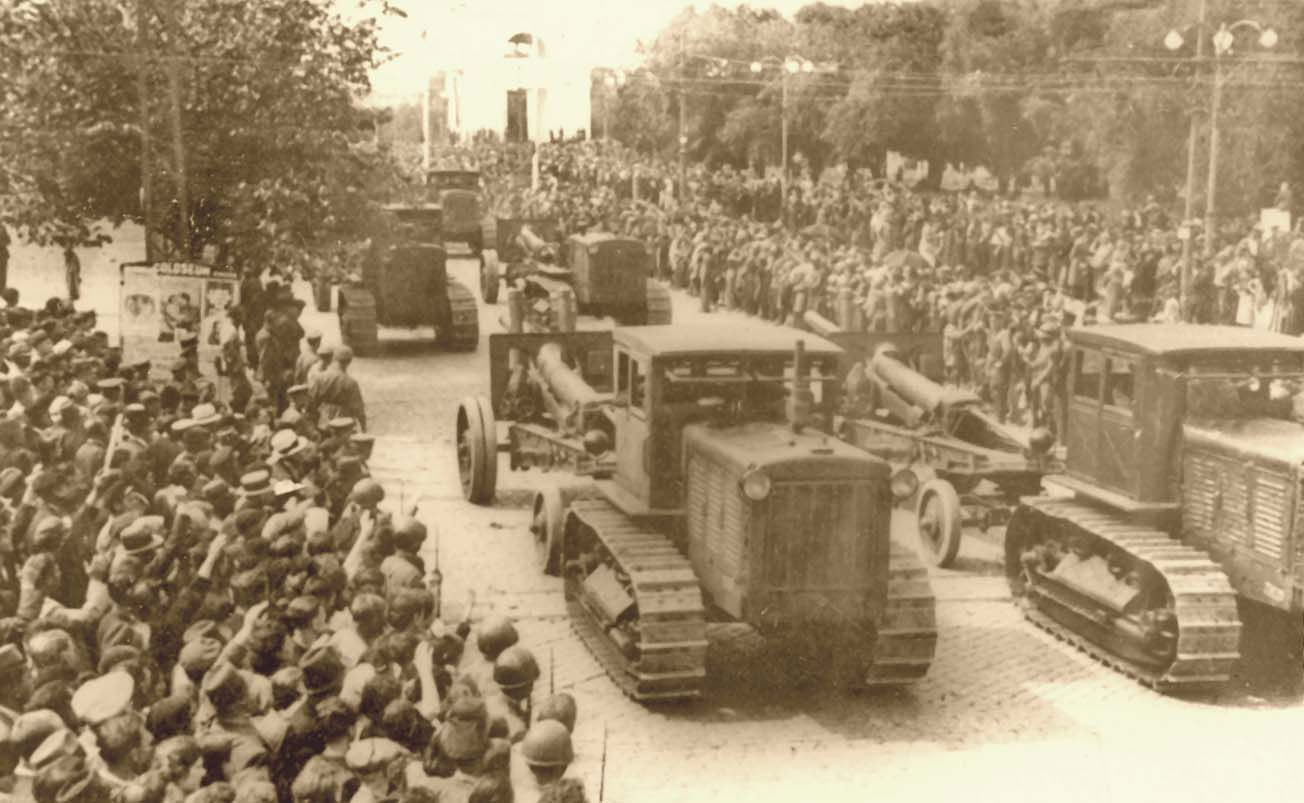
122-мм пушки образца 1931/37 годов на военном параде в Кишинёве 4 июля 1940 года

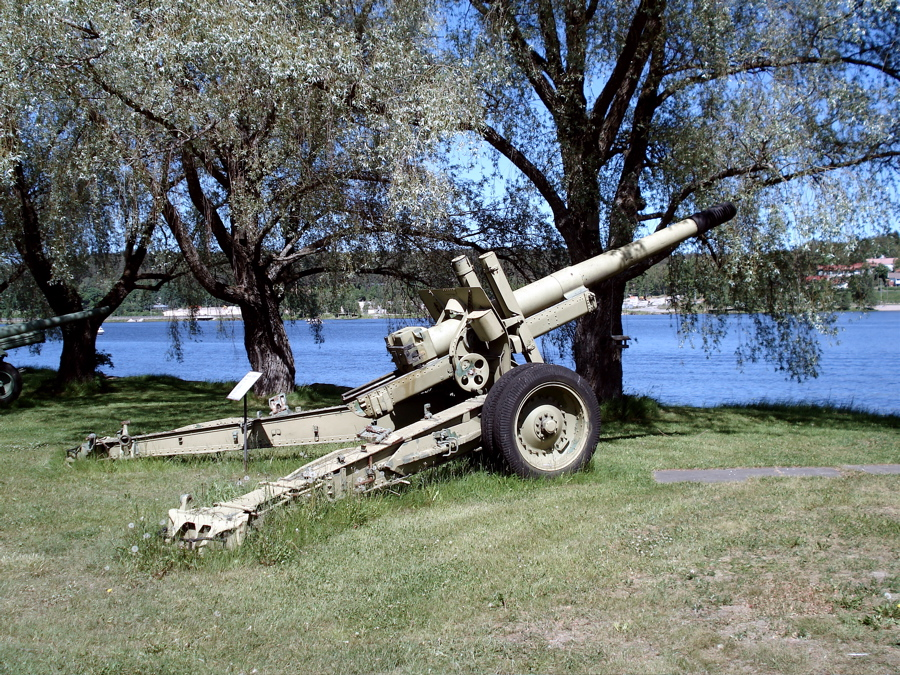
152-мм гаубица-пушка образца 1937 года

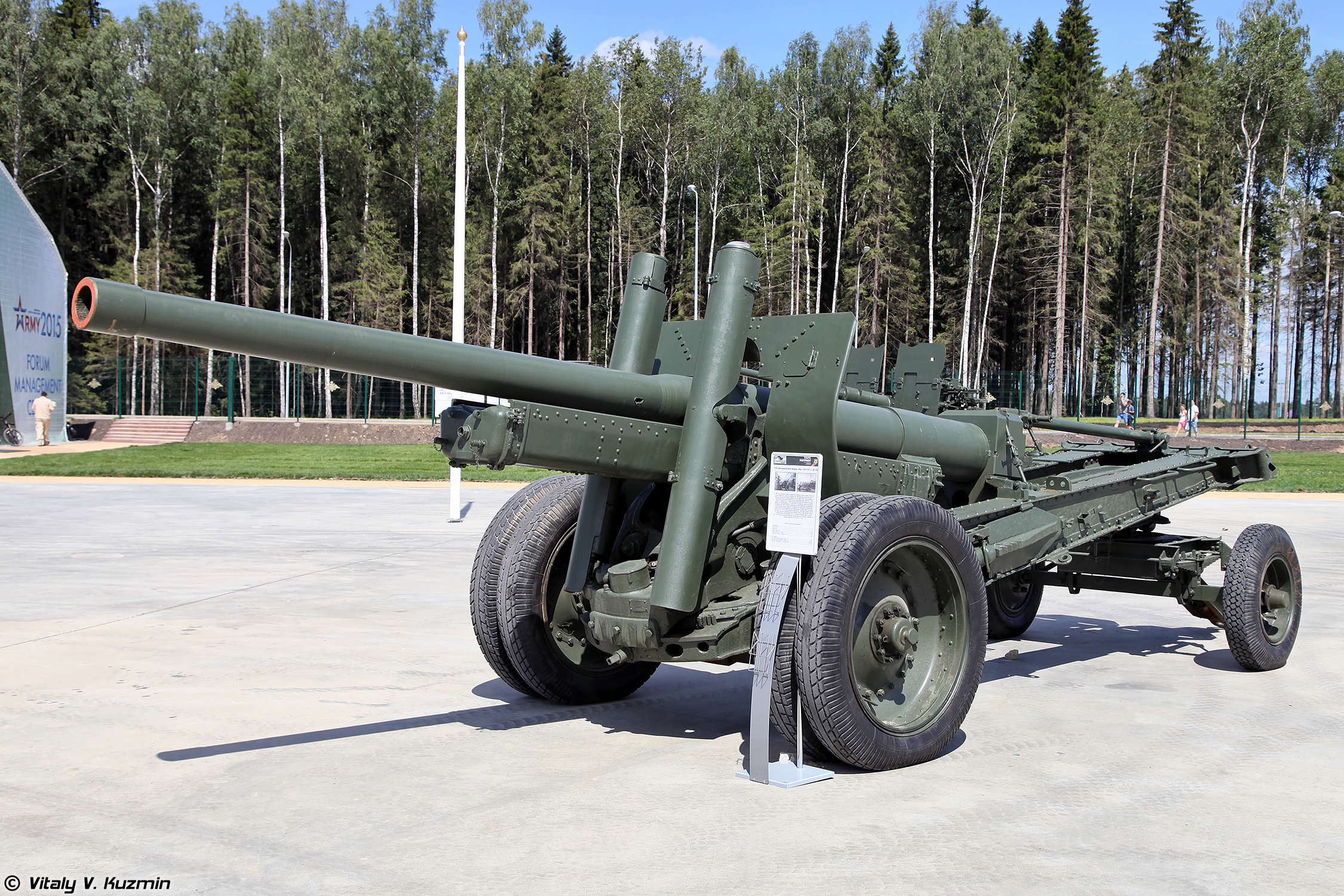
122-мм пушка образца 1931/37 годов в парке «Патриот».

266-й корпусной артиллерийский полк, он же 266-й армейский артиллерийский полк Резерва Верховного Главнокомандования — воинское формирование Вооружённых Сил СССР, принимавшее участие в Великой Отечественной войне.
Условное наименование — войсковая часть полевая почта (в/ч пп) № 24514.
Сокращённое наименование — 266 кап, 266 аап РГК

## История формирования
266-й корпусной артиллерийский полк был сформирован в городе Шуя Ивановской области МВО в 1939 году и включён в состав 21-го стрелкового корпуса. В ноябре 1939 года полк был переведён на штат № 8/2 с численностью 1536 человек (на укомплектования полка был направлен личный состав расформированного 438-го корпусного артиллерийского полка).
Директивами НКО от 10 апреля 1940 года № 0/2/104060 и № 0/2/104048 полк по штату № 08/2 численностью 2818 человек с артпарком по штату № 08/21 численностью 177 человек, был передислоцирован в Одесский военный округ и включён в состав 35-го стрелкового корпуса. После присоединения Бессарабии 266-й корпусной артиллерийский полк 3-го типа 35-го стрелкового корпуса Одесского военного округа был расквартирован в городе Оргеев Молдавской ССР. В своём составе имел два дивизиона по двенадцать 152-мм гаубиц-пушек, два дивизиона по двенадцать 122-мм пушек, разведывательный артиллерийский дивизион и полковую школу.
Боевой и численный состав полка по штату № 08/40 на 22 июня 1941 года: средний начсостав — 186 чел, младший начсостав — 322 чел, рядовой состав — 1817 чел; пистолеты — 789, винтовки — 1603, пулемёты ручные — 2; 122-мм пушек образца 31/37 года — 24, 152-мм гаубиц образца 37 года — 24; автотранспорт: легковые — 4; Грузовые ГАЗ-АА и ЗИС-5 — 338, специальные — 42; мотоциклы — 18, трактора ЧТЗ-65 и др. — 60; прицепы — 27.
23 июня 1941 года 3-й дивизион 266-го корпусного артиллерийского полка начинает отмобилизовываться для формирования полка 2-й очереди — 648-го корпусного артиллерийского полка 2-го типа. Также формирование этого полка были направлены часть начальствующего состава управления полка и полковая школа.
В октябре 1941 года 266-й кап, потерявший в окружении всю матчасть, отведён для формирования по новым штатам в район Красно-Донецкая. На обеспечение полка обращены 12 шт. 122-мм пушек образца 31/37 года и 6 шт. 107-мм пушек образца 1940 года. В ноябре 1941 года 266-й кап передан в состав АРГК и переименован в 266-й тяжёлый артиллерийский полк, а в апреле 1942 года преобразован в 266-й армейский артиллерийский полк РГК. С июля по декабрь 1942 года имел наименование 266-й пушечный артиллерийский полк РГК (266 пап РГК).

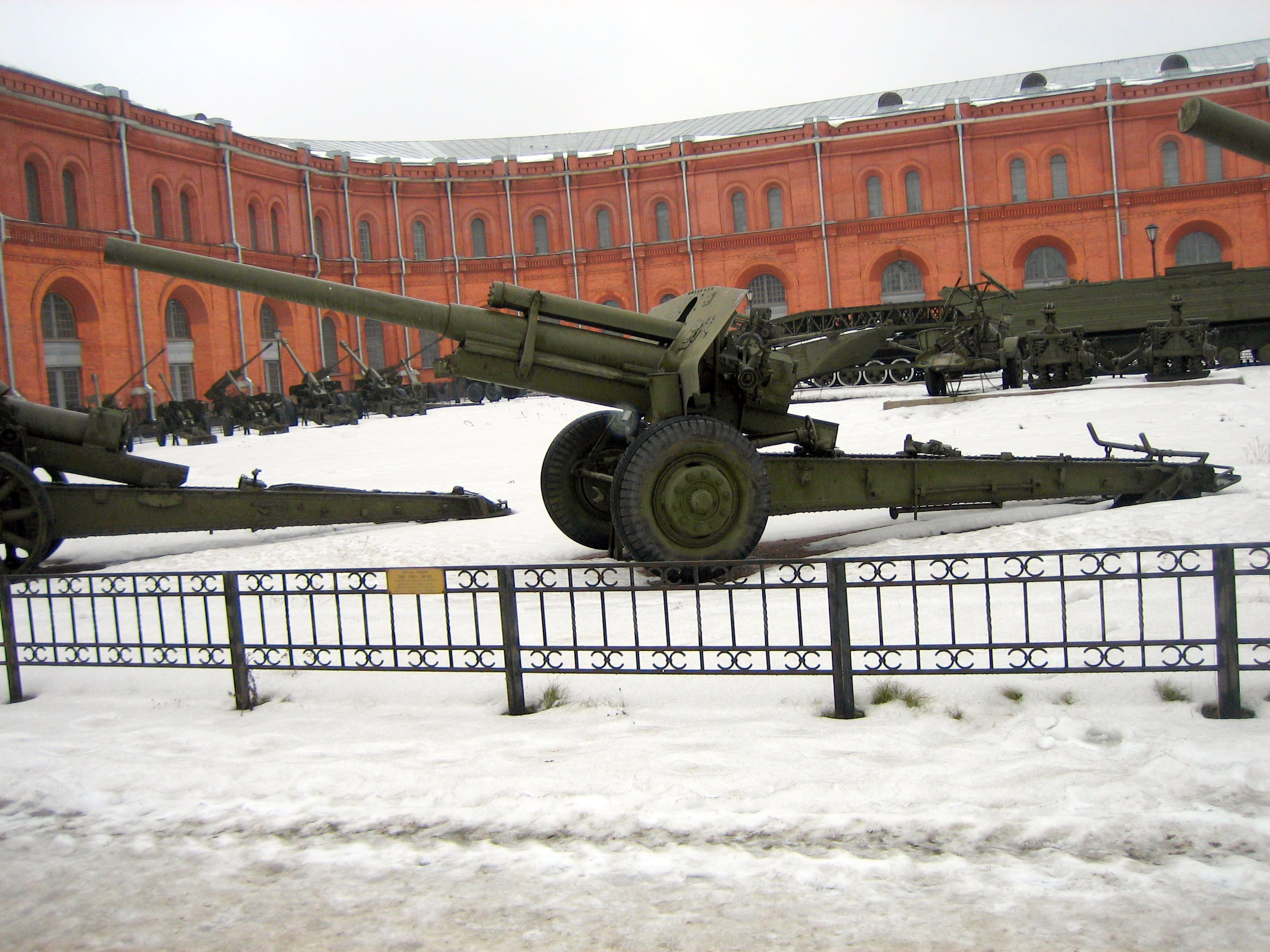
107-мм дивизионная пушка образца 1930 года в Артиллерийском музее, Санкт-Петербург

Приказом Народного комиссара обороны СССР № 238 от 20 июня 1943 года, за проявленную отвагу в боях за Отечество с немецкими захватчиками, за стойкость, мужество, дисциплину и организованность, за героизм личного состава, 266-й армейский артиллерийский полк РГК преобразован в 211-й гвардейский армейский артиллерийский полк РГК'.

## Участие в боевых действиях
Период вхождения в действующую армию: 22 июня 1941 года — 5 февраля 1943 года, 17 февраля — 20 июня 1943 года.

Воскресенье 22 июня 1941 года, раннее утро. Только-только наступил рассвет. Будит громкий стук в дверь. Это вестовой из штаба полка — объявлена тревога… Уже почти все собрались. Сейчас кто-то из начальства выйдет и будет знакомить с обстановкой: где условный противник, каковы его намерения, ставить задачи на поддержку нашей пехоты и т. п. Но никто к нам не выходит. Всё почему-то задерживается. Проходит полчаса, час, другой… И только в середине дня, после выступления по радио Молотова, сомнений не остаётся — да, это война. Невольно думаешь, как все получалось хорошо, когда объявлялась учебная тревога. Заранее было расписано, что и как надо делать. И четко, словно по нотам, проигрывалось. Все были довольны. К реальности же мы оказались не готовы. Нелепость — стремиться экономить на учениях какие-то доли минуты и запросто терять часы, когда наступает то, ради чего, собственно говоря, они и проводятся! Вскоре после полудня первый воздушный налёт. Только-только успели вывезти орудия за город и кое-как укрыть под деревьями.— О. Д. Казачковский
23 июня 1941 года управление полка сосредоточилось на опушке леса 5 км восточнее Лапушны 1-й и 2-й дивизионы приданы 95-й стрелковой дивизии, 4-й дивизион придан 176-й стрелковой дивизии. 24 июня 4-й дивизион полка переименован в 3-й, полк в составе 35-го корпуса входит в 9-ю армию Южного фронта.
22 июля 1941 года 1-й дивизион 266-го корпусного артполка, под руководством капитана Султанова З. М., отделился от полка и действовал в составе 95-й стрелковой дивизии, участвовал в обороне Одессы. В октябре 1941 года дивизион в количестве 350 человек был эвакуирован из Одессы на транспорте «Восток».

Во второй половине 22 июля согласно приказу начарта фронта 3-й артдивизион 266-го корпусного артполка убыл в 30-ю стрелковую дивизию, сменившую 9-ю кавдивизию. На следующий день туда были переведены штаб и 2-й артдивизион этого же полка. У нас остался 1-й артдивизион, которым командовал капитан Э. М. Султанов. Впоследствии этот артдивизион вошёл в состав нашей дивизии.— Д. И. Пискунов
1 октября 1941 года 266-й кап попал в окружение возле города Волноваха Сталинской области. Из кольца удалось выйти только в ночь с 8 на 9 октября понеся большие потери. Из части в живых осталось только 72 человека.
18 июля 1942 года полк получает приказ на отход в резерв Сталинградского фронта в село Орловка (25 км севернее Сталинграда), где в дальнейшем перейти в подчинение учебному артиллерийскому центру Упроформа КА на доформирование. С 29 июля 1942 года полк находится в посёлке Старая Отрада Сталинградской области на укомплектовании. Не успев укомплектоваться, в 18.30 3 августа 1942 года полк получает распоряжение Штаба артиллерии Сталинградского фронта, 1-му дивизиону полка перейти в подчинение 57-й армии и к 4.00 4 августа сосредоточиться в район села Дубовый Овраг, для усиления 15-й гвардейской стрелковой дивизии.

28 января 1943 года, то есть в последний или предпоследний день сопротивления основной Сталинградской группировки (группировка на тракторном заводе дралась до 2-го февраля), мы поехали на крытой полуторке по трофеи. Это была «серьёзная» операция, не барахольство. Составили две группы. Одну возглавлял командир полка — подполковник Чикалов, с ним был я. Другую — начальник тыла — капитан Нимон(?) Кириченко. Надо было обеспечить полк манёвром. Полевой артиллерийский полк оказался на стационаре, он не имел манёвренности, был неподвижен. Почти не было автомашин, не хватало тягачей, не было никакого ремонтного оборудования, никакого штабного инвентаря. В июле, при отходе к Сталинграду несколько орудий подтащили на подбитых танках, несколько орудий взяли на заводе «Баррикады», натики — маленькие быстроходные трактора СТЗ-НАТИ-5 взяли на тракторном, и больше в полку ничего не было. Не было санитарного, тылового, административного, штабного и интендантского имущества, а то, что было пришло в полную ветхость и не годилось. Мы могли стоять на Волге и драться насмерть, но наступать нет. Надеяться на централизованное снабжение было трудно. Ведь был январь 1943 года, а не 44-й или 45-й год. Поэтому командир полка уделял «трофеям» такое большое значение. Это был вопрос дальнейшей боеспособности и даже судьбы полка.— А. Ф. Сергеев
9 февраля 1943 года полк был отправлен железнодорожным эшелоном в город Осташков Калининской области в состав 68-й армии, куда прибыл 27 февраля 1943 года.

## Подчинение
| Подчинение      | Подчинение             | Подчинение            | Подчинение             | Подчинение |
| Дата            | Фронт (военный округ)  | Армия                 | Корпус                 | Примечания |
| --------------- | ---------------------- | --------------------- | ---------------------- | --- |
| 22.06.1941 года | Одесский военный округ | 9-я отдельная армия   | 35-й стрелковый корпус | - |
| 24.06.1941 года | Южный фронт            | 9-я армия             | 35-й стрелковый корпус | поддерживал 95-ю и 176-ю стрелковые дивизии |
| 01.07.1941 года | Южный фронт            | 9-я армия             | 35-й стрелковый корпус | поддерживал 95-ю и 176-ю стрелковые дивизии |
| 01.08.1941 года | Южный фронт            | 9-я армия             | -                      | поддерживал 95-ю и 296-ю стрелковые дивизии |
| 01.09.1941 года | Южный фронт            | 9-я армия             | -                      | поддерживал 95-ю стрелковую дивизию |
| 01.10.1941 года | Южный фронт            | 18-я армия            | -                      | поддерживал 95-ю стрелковую дивизию |
| 01.11.1941 года | Южный фронт            | фронтового подчинения | -                      | - |
| 01.12.1941 года | Южный фронт            | 37-я армия            | -                      | - |
| 01.01.1942 года | Южный фронт            | 12-я армия            | -                      | - |
| 01.02.1942 года | Южный фронт            | 12-я армия            | -                      | - |
| 01.03.1942 года | Южный фронт            | фронтового подчинения | -                      | - |
| 01.04.1942 года | Южный фронт            | 37-я армия            | -                      | - |
| 01.05.1942 года | Юго-Западный фронт     | 28-я армия            | -                      | - |
| 01.06.1942 года | Юго-Западный фронт     | 28-я армия            | -                      | - |
| 01.07.1942 года | Юго-Западный фронт     | 28-я армия            | -                      | - |
| 01.08.1942 года | Сталинградский фронт   | фронтового подчинения | -                      | поддерживал 15-ю гвардейскую стрелковую дивизию |
| 01.09.1942 года | Юго-Восточный фронт    | 64-я армия            | -                      | - с 5.09.1942 входил в северную подгруппу артиллерии 62-й армии, поддерживал: 38-ю мотострелковую бригаду, 10-ю стрелковую дивизию внутренних войск НКВД |
| 01.10.1942 года | Сталинградский фронт   | 62-я армия            | -                      | поддерживал 20-ю отдельную истребительно-противотанковую артиллерийскую бригаду, 169-ю танковую бригаду, 308-ю и 95-ю стрелковые дивизии                 |
| 01.11.1942 года | Сталинградский фронт   | 62-я армия            | -                      | - |
| 01.12.1942 года | Сталинградский фронт   | 62-я армия            | -                      | - |
| 01.01.1943 года | Донской фронт          | 62-я армия            | -                      | - |
| 01.02.1943 года | Донской фронт          | 62-я армия            | -                      | - |
| 01.03.1943 года | Северо-Западный фронт  | 68-я армия            | -                      | - |
| 01.04.1943 года | Северо-Западный фронт  | 68-я армия            | -                      | - |
| 01.05.1943 года | Северо-Западный фронт  | 68-я армия            | -                      | - |
| 01.06.1943 года | Северо-Западный фронт  | фронтового подчинения | -                      | - |

## Командование полка

### Командиры полка
- Чернявский Ростислав Леонидович (27.03.1941 — 18.07.1941), полковник (погиб);
- Ковалевский Николай Григорьевич (18.07.1941 — 25.07.1941), майор (ВРИД, пропал без вести);
- Юнков Пётр Данилович (09.1941), капитан;
- Иванов Николай Васильевич (27.09.1941 — 25.12.1941), капитан, майор (погиб);
- Чумаков (25.12.1941 — 16.02.1942), майор;
- Чекалов Василий Иванович (16.02.1942 — 03.08.1942), майор, подполковник;
- Добрунов Тихон Михайлович (04.08.1942 — 02.09.1942), майор (ВРИД);
- Чекалов Василий Иванович (03.09.1942 — 20.05.1943), подполковник;
- Сергеев, Артём Фёдорович (20.05.1943 — 20.06.1943), майор (ВРИД)

### Заместители командира по строевой части
- Добрунов Тихон Михайлович (1942 — 03.04.1943), майор (умер от ран 4.04.1943);
- Сергеев Артём Фёдорович (04.04.1943 — 20.05.1943), майор.

### Заместители командира по политической части
- Мартиросян (1941), батальонный комиссар;
- Ерошин Трофим Иванович (1941), батальонный комиссар (погиб);
- Бугалов (1942), старший политрук;
- Скляров Пётр Титович (04.1942 — 20.06.1943), старший политрук, батальонный комиссар, майор.

### Начальники штаба полка
- Иванов Николай Васильевич (— 26.09.1941), капитан;
- Басов Михаил Иосифович (6.09.1941 — 7.10.1941), лейтенант;
- Яковлев Сергей Николаевич (11.1941), капитан;
- Чекалов Василий Иванович (15.12.1941 — 15.02.1942), майор;
- Саленко Павел Михайлович (16.02.1942 — 03.1942), капитан;
- Пирог Иван Авксентьевич (04.1942), майор;
- Корнейчук Константин Константинович (07.1942), капитан;
- Юдилевич Юлий Абрамович (1942), капитан;
- Сергеев Артём Фёдорович (12.1942 — 03.04.1943), майор;
- Зюкин Ардалион Иванович (03.04.1943 — 20.06.1943), капитан